# 皋兰县
皋兰县是中华人民共和国甘肃省兰州市下属的一个县。东经103°32’-104°14′,北纬36°05′-36°50′。与之接壤的县市有：东边白银市、榆中县，南边兰州市市区，西边平川区，北边景泰县。面积2556平方公里，2003年人口17万。县政府驻石洞镇。

## 行政区划
皋兰县下辖7个镇：
石洞镇、西岔镇、什川镇、水阜镇、黑石镇、中川镇、秦川镇和上川镇。

## 交通
- 109国道过境。